# Perle de grand prix
Ne doit pas être confondu avec La Perle de grand prix.

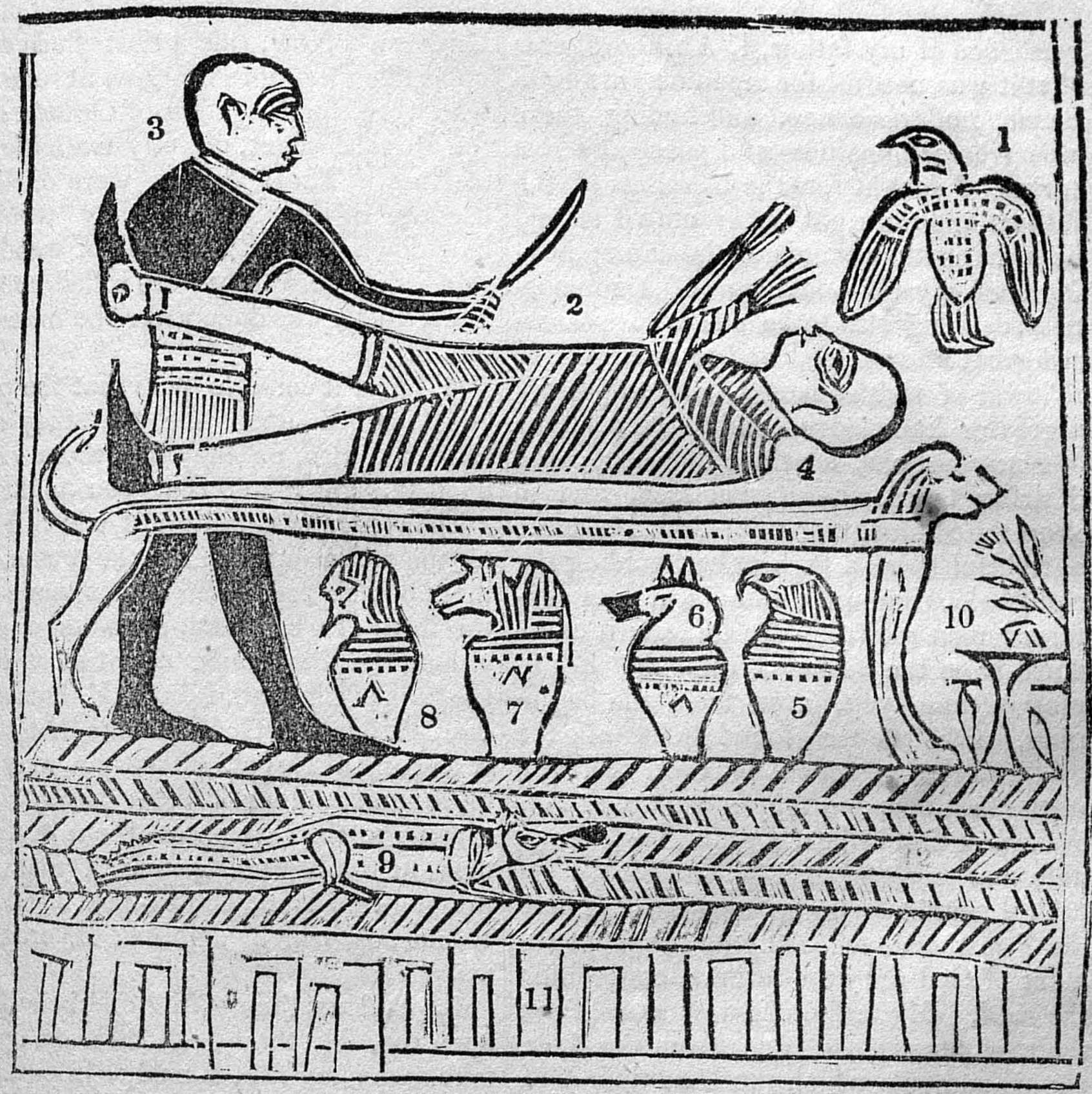
Livre d'Abraham, traduction de Joseph Smith.

Perle de grand prix est le nom de l'un des quatre ouvrages canoniques de l'Église de Jésus-Christ des saints des derniers jours. La première édition de la Perle de grand prix fut publiée en 1851 et contenait des textes qui se trouvent maintenant dans les Doctrine et Alliances. Les éditions publiées depuis 1902 contiennent :
- des extraits de la Traduction de la Bible par Joseph Smith, appelés Livre de Moïse, et de Matthieu 24, portant le nom de « Joseph Smith, Matthieu » ;
- la traduction, par Joseph Smith, de papyrus égyptiens qu'il obtint en 1835, traduction appelée le Livre d'Abraham ;
- un extrait de l'histoire de l'Église de Jésus-Christ des saints des derniers jours que Joseph Smith écrivit en 1838, appelé « Joseph Smith, Histoire » ;
- les Articles de foi, treize déclarations de foi et de doctrine rédigées par Joseph Smith. Le nom de cet ouvrage est inspiré du Nouveau Testament, qui compare le royaume des cieux à une « perle de grand prix » (Mt 13:45–46).